# Zybki
Zybki (biał. Зыбкі; ros. Зыбки) – wieś na Białorusi, w obwodzie witebskim, w rejonie brasławskim, w sielsowiecie Mieżany.

## Historia
W latach 1921–1939 ówczesna kolonia leżała w Polsce, w województwie nowogródzkim (od 1926 w województwie wileńskim), w powiecie brasławskim, w gminie Brasław. 
Według Powszechnego Spisu Ludności z 1921 roku zamieszkiwało tu 69 osób, wszystkie były wyznania rzymskokatolickiego i zadeklarowały polską przynależność narodową. Było tu 12 budynków mieszkalnych. W 1931 w 16 domach zamieszkiwało 67 osób. 
Miejscowość należała do parafii rzymskokatolickiej w Mieżanach. Podlegała pod Sąd Grodzki w Brasławiu i Okręgowy w Wilnie; właściwy urząd pocztowy mieścił się w Brasławiu.